# Giorgio Madia
Giorgio Madia (* 29. Juli 1965 in Mailand, Norditalien) ist ein italienischer Balletttänzer, Choreograf und Regisseur.

## Leben

### Bühnenlaufbahn
Madia absolvierte von 1976 bis 1984 eine Ausbildung an der Ballettschule des Teatro alla Scala in Mailand. 1984 legte er dort sein Diplom als Balletttänzer in der Produktion Le mariage du ciel et de l’enfer (The Marriage of Heaven and Hell) in der Choreographie von Roland Petit ab. Sein erstes Engagement hatte er anschließend 1984–1985 ebenfalls an der Mailänder Scala. Seine erste Solopartie tanzte Madia dort in Jungle, einer Choreographie von Andy De Groat. Von 1985 bis 1988 war Madia Solotänzer beim Ballet du XXe siècle von Maurice Béjart am Opernhaus Théâtre Royal de la Monnaie in Brüssel. Mit Béjart ging Madia 1987 nach Lausanne, wohin Béjart seine Compagnie verlegt hatte. Von 1987 bis 1988 war er Solotänzer im Béjart Ballet Lausanne.
Es folgten 1988–1990 weitere Engagements als Solotänzer in den Vereinigten Staaten, beim Pennsylvania Ballett und beim Milwaukee Ballett. Dort tanzte Madia neben Partien des klassischen Repertoires unter anderem Solopartien in Choreographien von George Balanchine, Robert Taylor, William Forsythe, Merce Cunningham oder Richard Tanner. Von 1988 bis 1991 ging Madia gemeinsam mit Rudolf Nurejew und Solisten des Balletts der Pariser Oper mit Nureyev and Friends auf Welttournee, wobei er mehrfach in zwei Pas de deux mit Nurejew auftrat, unter anderem in den Choreografien La Pavane du More und Le Chant du Compagnon Errant. 
In den 1990er Jahren hatte Madia Engagements als Solotänzer beim San Francisco Ballet (1990–1992), erneut beim Pennsylvania Ballett als Erster Solotänzer (1992–1993), als Erster Solotänzer bei der italienischen Ballettcompagnie Aterballetto (1993) und als Solotänzer beim Zürcher Ballett (1995–1997).

### Choreographie und Regie
1997 beendete Giorgio Madia seine aktive Tänzerlaufbahn. Madia arbeitet seitdem als Ballettmeister, als Choreograph und in den letzten Jahren verstärkt auch als Regisseur. Von 1997 bis 1999 war er Pädagoge und Ballettmeister beim Balletto di Toscana in Florenz. 2000–2001 war er unter der Direktion von Richard Wherlock Ballettmeister und Choreografischer Assistent beim BerlinBallett an der Komischen Oper.
Im Oktober 2000 wurde er künstlerischer Leiter und Chefchoreograf am Teatr Wielki in Łódź.
2001 wurde er Erster Ballettmeister des neugegründeten Ballett Basel. Seit 2002 ist er Chefchoreograf der Seefestspiele Mörbisch. 2003 übernahm er dort bei der Neuinszenierung der Operette Giuditta von Franz Lehár auch kurzfristig die Regie. Von 2003 bis 2005 war Madia Ballettdirektor der Wiener Volksoper. Dort setzte Madia zwei eigene abendfüllende Ballettabende um. Im März 2004 hatte dort seine Choreografie Nudo, mit Musik von Johann Sebastian Bach und Béla Fischer, Premiere. Im Jänner 2005 folgte Alice, eine Produktion nach Motiven von Lewis Carroll mit Musik von Nino Rota. Außerdem übernahm Madia die Choreografien für die Operettenproduktionen von Boccaccio, Eine Nacht in Venedig und Wiener Blut. Seine Wiener Produktion von Alice wurde unter dem Titel Alice’s Wonderland 2007 in neuer Choreografie vom Staatsballett Berlin auch an der Komischen Oper in Berlin gezeigt.
Die Operette Die lustige Witwe (Regie: Helmuth Lohner), für die Giorgio Madia 1997 am Opernhaus Zürich die Choreographie geschaffen hatte, kehrte 2004 in den Spielplan zurück; die Wiederaufnahme wurde mitgeschnitten und 2004 als DVD veröffentlicht.
Seit 2005 ist Madia freischaffend tätig. Für das Teatr Wielki choreografierte er im Mai 2006 das Ballett Dornröschen. Diese Produktion erhielt die Goldene Maske für die beste Inszenierung der Saison 2005/06. Im Mai 2007 folgte dort die Produktion Cinderella, die in der Saison 2006/07 mit der Goldenen Maske in den Kategorien Beste Regie, Bestes Bühnenbild und Beste Kostüme ausgezeichnet wurde. Im Oktober 2008 schuf Madia in Łódź die Choreografie für Der Nußknacker. In der Saison 2008/09 folgte beim Balletto di Milano eine eigene Choreografie von Romeo e Giulietta, nach William Shakespeare mit Musik von Pjotr Iljitsch Tschaikowski. Im September 2009 folgte die Uraufführung seines Ballettabends Chopin Imaginaire mit Musik von Frédéric Chopin am Staatstheater Cottbus. Es schlossen sich weitere abendfüllende Produktionen an: OZ – The Wonderful Wizard (2011, für das Staatsballett Berlin), Harlekin (eine Tanzkomödie für das Staatstheater Cottbus), Ferdinand Hérolds La fille mal gardée (2012) und Coppélia (2013), beide für das Opernhaus Wrocław, Don Juan (2014) für das Staatsballett Berlin, Swan Song für das Bejahrt Ballet Lausanne, Peter Pan (2016) für das Kroatische Nationaltheater Zagreb und Pinocchio für die Bałtycka Opera Gdańsk (2017).
Seit 2006 ist Madia auch als Regisseur im Musiktheater tätig. Seine erste eigene Regiearbeit übernahm Madia im Februar 2006 mit einer Produktion der Musical-Revue Ain’t Misbehavin’ mit der Musik von Fats Waller in der Wiener Kammeroper. Im Dezember 2007 führte Madia erstmals Opernregie bei der Produktion von Hoffmanns Erzählungen von Jacques Offenbach im Teatr Wielki in Łódź. Diese Produktion wurde in der Saison 2007/08 ebenfalls mit der Goldenen Maske für die Beste Regie ausgezeichnet. Im September 2008 folgten in der Wiener Kammeroper die Inszenierungen von zwei Ballettopern von Jean-Philippe Rameau, La Guirlande und Zéphyre. Im Dezember 2008 inszenierte er am Stadttheater Baden in Baden bei Wien die Operette Saison in Salzburg von Fred Raymond. 2011 inszenierte er an der Kammeroper Wien zwei Kurzopern, Le pauvre matelot und Venus in Africa, 2012 am Staatstheater Cottbus das Musical Anatevka, 2013 am Opernhaus Krakau Christoph Willibald Glucks Orphée et Eurydice als Ballet-Opéra, 2014 Der kleine Horrorladen an der Staatsoperette Dresden, 2015 Ein Käfig voller Narren an der Musikalischen Komödie der Oper Leipzig.
Madia schuf mehrfach (2005, 2008, 2009, 2010) die Choreografie für die Eröffnung des Wiener Opernballs. Zum Life Ball in Wien wurde er in den Jahren 2007, 2010 und 2011 als Choreograf verpflichtet; 2006, 2013 und 2015 übernahm er zudem die Regie der Eröffnungs-Show. Von 2015 bis 2019 konzipierte und inszenierte er die Parieté-Gala, ein Inklusionstheater-Event in Berlin. Madia förderte auch die Ausbildung des Ersten Solotänzers des Wiener Staatsballetts Davide Dato.

## Künstlerische Arbeiten (Überblick)

### Musiktheater-Regie
- Giuditta (Seefestspiele Mörbisch 2003)
- Ain’t Misbehavin‘ (Kammeroper Wien 2006)
- Les Contes d’Hoffmann (Teatr Wielki Łodz 2007)
- La Guirlande | Zéphire (Kammeroper Wien 2008)
- Saison in Salzburg (Stadttheater Baden 2008)
- Le pauvre matelot | Venus in Africa (Kammeroper Wien 2011)
- Anatevka – Fiddler on the Roof (Staatstheater Cottbus 2012)
- Orphée et Eurydice (Opera Krakowska 2013)
- Der kleine Horrorladen (Staatsoperette Dresden 2014)
- La Cage aux Folles (Oper Leipzig/Musikalische Komödie 2015)
- Carmen (Theater Vanemuine/Estland 2015)
- Faust (Salzburger Festspiele 2016, Choreographie und Ko-Regie, Regie: Reinhard von der Thannen)
- Carmen (Kammeroper Schloss Rheinsberg 2017)
- Die Fledermaus (Teatr Wielki Łodz 2018)
- Wiener Blut (Theater Vanemuine/Estland 2018)
- Die lustige Witwe (St. Petersburg State Theatre for Musical Comedy 2019)

### Choreographie und Inszenierung
- Stück (Opernhaus Zürich 1995)
- Bolero (Teatr Wielki Łodz 2000)
- Gershwin (Teatr Wielki Łodz 2001)
- Giuseppe! (Teatr Wielki Łodz 2001)
- Kann denn Liebe Sünde sein? (Theater Basel 2002)
- Nudo (Volksoper Wien 2004)
- Alice (Volksoper Wien 2005)
- Dornröschen (Teatr Wielki Łodz 2006)
- Alice’s Wonderland (Staatsballett Berlin 2007)
- Cinderella | Musik: Rossini (Teatr Wielki Łodz 2007)
- Les demoiselles (Theater Akzent 2007)
- Der Nussknacker (Teatr Wielki Łodz 2008)
- Romeo und Julia | Musik: Tschaikowsky (Balletto di Milano 2009)
- Schwanensee (Teatr Wielki Łodz 2009)
- Chopin imaginaire (Staatstheater Cottbus 2009)
- Cinderella | Musik: Rossini (Opera Krakowska 2010)
- OZ – The Wonderful Wizard (Staatsballett Berlin 2011, Theater Kosice 2019)
- Walzerwunderbar! (Festival Wiltz, Luxemburg 2011)
- Cinderella | Musik: Rossini (Balletto di Milano 2011)
- Harlekin Tanzkomödie (Staatstheater Cottbus 2011)
- La fille mal gardée (Oper Breslau 2012)
- Il gatto del rabbino (Balletto di Roma 2012)
- Coppélia (Oper Breslau 2013)
- La dolce vita (Theater Vanemuine/Estland 2014)
- Karneval der Tiere (Staatsballett Berlin 2014)
- Don Juan (Staatsballett Berlin 2014)
- Hänsel & Gretel (Staatsballett Berlin 2014)
- Swan Song (Béjart Ballet Lausanne 2016)
- Peter Pan (Kroatisches Nationaltheater Zagreb 2016)
- Don Juan (Theater Vanemuine/Estland 2016)
- Pinocchio (Bałtycka Opera Gdańsk 2017)
- Dangerous Liaisons (Kroatisches Nationaltheater Zagreb 2019)
- Ein Sommernachtstraum (Opera Krakowska 2019)

### Choreographie
- Die lustige Witwe (Opernhaus Zürich 1997)
- Die Csárdásfürstin (Seefestspiele Mörbisch 2002)
- Boccaccio (Volksoper Wien 2003)
- Wiener Blut (Volksoper Wien 2004)
- Gräfin Mariza (Seefestspiele Mörbisch 2004)
- Eine Nacht in Venedig (Volksoper Wien 2004)
- Die lustige Witwe (Seefestspiele Mörbisch 2005)
- Der Graf von Luxemburg (Seefestspiele Mörbisch 2006)
- Wiener Blut (Seefestspiele Mörbisch 2007)
- Im Weißen Rössl (Seefestspiele Mörbisch 2008)
- My Fair Lady (Seefestspiele Mörbisch 2009)
- Der Zarewitsch (Seefestspiele Mörbisch 2010)
- Der Zigeunerbaron (Seefestspiele Mörbisch 2011)
- Die Fledermaus (Seefestspiele Mörbisch 2012)
- My Fair Lady (Oper Köln 2012)
- Lend me a Tenor – Otello darf nicht platzen (Oper Leipzig/Musikalische Komödie 2013)

## Auszeichnungen
- 2006: „Goldene Maske“ (Polen) für die Beste Produktion Dornröschen
- 2007: „Goldene Maske“ (Polen) für die Beste Regie Cinderella
- 2008: „Goldene Maske“ (Polen) für die Beste Regie Les Contes d’Hoffmann
- 2011: „Premio Anita Bucchi“ für Cinderella, Bestes Licht
- 2011: „Italia che danza“ Choreograph des Jahres